# Twilight Zone (Iron Maiden)
Twilight Zone is een single van Iron Maiden. Het nummer verscheen op 2 maart 1981 en was de eerste single van het album Killers, alhoewel het oorspronkelijk niet op het in februari 1981 uitgekomen album stond. Het werd er pas aan toegevoegd toen het album in juni van dat jaar in de Verenigde Staten uitkwam en bij de heruitgave uit 1998.

## Tracklist
1. "Twilight Zone" (Steve Harris, Dave Murray)
2. "Wrathchild" (Steve Harris)

## Bezetting
- Paul Di'Anno - zang
- Dave Murray - gitaar
- Adrian Smith - gitaar
- Steve Harris - basgitaar
- Clive Burr - drums